# Puits Gérard
Le puits Gérard est l'un des principaux charbonnages de l'unité de production de Provence des Houillères du Bassin du Centre et du Midi, il est implanté à Mimet dans les Bouches-du-Rhône en région PACA.
Il est exploité de 1950 à 2003 et mesure 726,36 mètres de profondeur. Il est connu pour son chevalement conservé au début du XXIe siècle.

## Fonçage
Le fonçage de puits commence en 1942 sous l’impulsion de la Société Nouvelle des Charbonnages des Bouches-du-Rhône pour créer un siège de concentration d'extraction pour le secteur Gardanne-Gréasque. Il est arrêté à 615 mètres de profondeur en 1945. Il est ensuite approfondi à 726,36 mètres.

## Installations de surface
Le chevalement métallique moderne construit en 1947 par la société Construction Mécanique et Entreprise est de type faux-carré porteur avec deux bigues en poutrelles à caisson. L'axe des molettes se situe à 34 mètres de haut, chacune d'elles possède un diamètre de 5,5 mètres

## Exploitation
L'extraction commence en 1950 sur cinq étages différents. Les Charbonnages de France sont nationalisés en 1946 et le puits Gérard intègre les Houillères du Bassin de Provence (HBP) qui fusionnent en 1969 avec les Houillères de Midi-Pyrénées et les mines de charbon des Cévennes pour former les Houillères du Bassin du Centre et du Midi (HBCM). Le 25 février 1969, un éboulement fait 6 morts, ce qui est l'accident le plus grave des HBCM. Des ventilateurs et un nouvel atelier de réparation et un hangar industriel sont ajoutés au carreau de la mine entre 1974 et 1979. L'extraction cesse en 1989 à la suite de l'ouverture du puits Z. Il sert encore de puits d'aérage, d'exhaure et service jusqu’à la fermeture des mines en 2003.

## Reconversion
Au début du XXIe siècle, le puits est toujours ouvert pour l'exhaure qui alimente la galerie de la Mer et les bâtiments sont conservés dans une zone d'activité.